# Deißlingen
Deißlingen es un municipio alemán —el mayor del distrito de Rottweil— perteneciente al estado federado de Baden-Wurtemberg. Está conformado por Deißlingen y por el barrio de Lauffen y cuenta con una población de unos 6000 habitantes. Está ubicado en el curso superior del Neckar.